# Doja Cat
Amala Ratna Zandile Dlamini (Los Angeles, 21 oktober 1995), professioneel bekend als Doja Cat, is een Amerikaanse zangeres, rapper, songwriter en muziekproducent. In 2018 bereikte Doja Cat bekendheid op het internet met de virale videoclip voor haar nummer 'Mooo!'.
Ze is geboren en getogen in Los Angeles en tekende een platencontract bij RCA Records in 2014. Vervolgens bracht ze haar debuut extended play uit: Purrr!, evenals de singles "Go to Town" en "So High". Doja Cat bracht haar debuutstudio-album Amala uit in 2018, met een deluxeversie in 2019, met de singles " Tia Tamera " en "Juicy". Haar tweede studioalbum, Hot Pink (2019), kwam in de hitparade in onder andere de VS, Canada, Australië, het VK, Ierland en Nieuw-Zeeland. Het album bevatte het nummer "Say So", dat populair werd op TikTok, waardoor het wereldwijd gestreamd en gedraaid werd. In mei 2020 kwam er een remix van dat nummer uit met Nicki Minaj, de remix haalde op 11 mei 2020 de nummer 1-positie in de Amerikaanse Billboard Hot 100. Dit werd voor beide artiesten hun eerste nummer 1-hit. In 2021 verscheen een derde studioalbum Planet Her. Hieruit vloeiden Kiss Me More en Woman als grote hits.

## Carrière

### Eerste EP: 2012-2017
Op 16-jarige leeftijd stopte Dlamini met school en ging ze muziek maken. De artiestennaam Doja Cat komt van cannabis die ze gebruikte (doja) en van haar katten. Een jaar later, in 2014 tekende ze een contract bij RCA Records in een joint-venture met Kemosabe. Later dat jaar kwam haar eerste ep uit Purrr!'. Mede dankzij deze ep en haar activiteiten op SoundCloud won ze aan populariteit.

### 2018-2019: DebuutalbumAmala,Mooo!

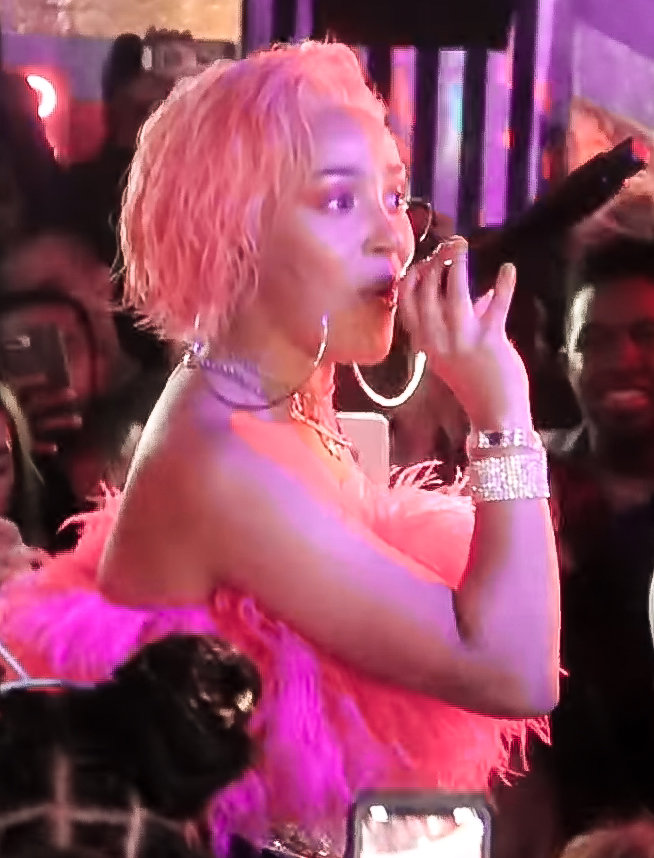
Doja Cat zingt op een Hot Pink release party

Op 1 februari 2018 bracht Doja weer nieuw materiaal uit Roll With Us en enkele weken later Go to Town. Candy kwam uit eind maart 2018, maar het nummer ging pas in 2019 viraal op dankzij een dans challenge op TikTok. Zo kwam haar debuutalbum Amala in de officiële Amerikaanse en Canadese hitlijsten. Uiteindelijk kwam haar debuutalbum uit op 30 maart 2018. In augustus volgde ze single Mooo!, die door populariteit ook als officiële single met bijhorende videoclip werd uitgebracht. Later volgde er ook een deluxe editie van Amala met de single Tia Tamera en Juicy, die dankzij een remix ook de hitlijsten wist te halen.

### 2019-2020:Hot Pink& Grote doorbraak
In oktober 2019 bracht Doja Cat twee nieuwe singles uit voor haar tweede album: Bottom Bitch en Rules. Het album zelf dat Hot Pink heet, werd uitgebracht op 7 november 2019. Het album werd goed onthaald en debuteerde in verschillende hitlijsten wereldwijd. Ook zong de zangeres mee op het nummer Boss Bitch voor de soundtrack van de film Birds of Prey.
Het succes ontplofte uiteindelijk pas in januari 2020, wanneer de single Say So viraal ging op de app TikTok. De zangeres zong het nummer dan ook live tijdens The Tonight Show met Jimmy Fallon. Ook verscheen er een videoclip, waar de zangeres het bekende dansje meedoet met de oprichter ervan. De single werd vervolgens een top 10-hit in haar thuisland, maar ook in onder andere België, Nederland en Australië. Wegens het succes ging de zangeres ook op tournee door Noord-Amerika, inclusief twee shows op Coachella. De tournee werd echter gecanceld door het Coronavirus. Er kwam ook een remix van Say So met de rapster Nicki Minaj, wat zorgde voor een nummer 1-positie in de Amerikaanse Billboard Hot 100. Het was voor beide rapsters hun eerste nummer 1-hit. Ook andere singles zoals Like That en Cyber Sex gingen later viraal op de TikTok app.

### 2021:Planet Her
Begin 2021 ging er nogmaals een nummer van de zangeres viraal op de TikTok app. Deze keer ging het om Streets. Het nummer haalde opnieuw hoge noteringen in verschillende hitlijsten. Doja genoot van het succes, en bracht zelf de remix die populair was op de app officieel uit. Later dat jaar kondigde en bracht ze haar derde album Planet Her uit. Alvorens bracht ze al een samenwerking met SZA uit namelijk Kiss Me More, die ook op het album te vinden is. Deze single werd bekroond met een Grammy Award voor Beste Pop Performance voor een duo of groep. Ze was naast deze nominaties ook nog eens voor zeven andere categorieën genomineerd, waaronder twee keer voor Album of the year, als solo artiest, en als artiest in een samenwerking. De tweede single Need To Know kwam op 11 Juni 2021 uit.
De derde single You Right, een samenwerking met The Weeknd, werd uitgebracht samen met het album op 25 juni 2021. De vierde single Woman werd uitgebracht op 3 december 2021, en werd een groot succes. Door het globale succes was het album Planet Her het vijfde meest gestreamde album van 2021. Ze droeg ook bij aan de soundtrack van de film Elvis, met het nummer Vegas, dat uitkwam in mei 2022.

## Discografie

### Albums
| Album      | Verschijnen       | Label         | Hitlijsten | Hitlijsten | Hitlijsten | Hitlijsten | Hitlijsten | Hitlijsten |
| Album      | Verschijnen       | Label         | BE (VL)    | NL         | VK         | CAN        | VS         |            |
| Album      | Verschijnen       | Label         | Piek       | Piek       | Piek       | Piek       | Piek       |            |
| ---------- | ----------------- | ------------- | ---------- | ---------- | ---------- | ---------- | ---------- | ---------- |
| Amala      | 30 maart 2018     | Kemosabe      | —          | —          | —          | 138        |            |            |
| Hot Pink   | 7 november 2019   | Kemosabe, RCA | 103        | 12         | 38         | 12         | 9          |            |
| Planet Her | 25 juni 2021      | Kemosabe, RCA | 6          | 3          | 3          | 2          | 2          |            |
| Scarlet    | 22 september 2023 | 30            | 6          | 5          | 4          | 4          |            |            |

### Singles
| Single                           | Verschijnen | Album         | Hitlijsten | Hitlijsten | Hitlijsten | Hitlijsten | Hitlijsten | Hitlijsten | Hitlijsten |
| Single                           | Verschijnen | Album         | BE (VL)    | BE (VL)    | NED        | NED        | VK         | CAN        | VS         |
| Single                           | Verschijnen | Album         | Piek       | Weken      | Piek       | Weken      | Piek       | Piek       | Piek       |
| -------------------------------- | ----------- | ------------- | ---------- | ---------- | ---------- | ---------- | ---------- | ---------- | ---------- |
| Candy                            | 2018        | Amala         | 78         | —          | —          | —          | —          | 55         | 86         |
| Mooo!                            | 2018        | Amala         | —          | —          | —          | —          | —          | —          | —          |
| Tia Tamera                       | 2018        | Amala         | —          | —          | —          | —          | —          | —          | —          |
| Juicy (met Tyga)                 | 2019        | Hot Pink      | —          | —          | —          | —          | 57         | 80         | 41         |
| Bottom Bitch                     | 2019        | Hot Pink      | —          | —          | —          | —          | —          | —          | —          |
| Rules                            | 2019        | Hot Pink      | —          | —          | —          | —          | —          | —          | —          |
| Cyber Sex                        | 2019        | Hot Pink      | —          | —          | —          | —          | —          | —          | —          |
| Say So (solo of met Nicki Minaj) | 2020        | Hot Pink      | 5          | 24         | 12         | 16         | 7          | 4          | 1          |
| Boss Bitch                       | 2020        | Birds of Prey | 56         | —          | 88         | 6          | 28         | 27         | 100        |
| Streets                          | 2021        | Hot Pink      | 74         | —          | 81         | 5          | 12         | 19         | 16         |
| Kiss Me More (met SZA)           | 2021        | Planet Her    | 21         | 19         | 8          | 13         | 3          | 5          | 3          |
| You Right (met The Weeknd)       | 2021        | Planet Her    | —          | —          | —          | —          | 9          | 10         | 11         |
| Woman                            | 2021        | Planet Her    | 30         | 12         | 3          | 30         | 13         | 12         | 7          |
| Get Into It (Yuh)                | 2022        | Planet Her    | —          | —          | —          | —          | 41         | 39         | 20         |
| Paint the Town Red               | 2023        | Scarlet       | 17         | 9*         | 9          | 9*         | 1          | 1          | 1          |
| Agora Hills                      | 2023        | Scarlet       | —          | —          | —          | 29         | 29         | 36         | 18         |

## Tournees

### Hoofdact
- Purrr! Tour (2014-2015)
- Amala Spring Tour (2017–2018)
- Amala Fall Tour (2018–2019)
- Hot Pink Tour (2020; uitgesteld door de Coronaviruspandemie 2019-2020 )

- Bibliothèque nationale de France: cb179066312 (data)
- Gemeinsame Normdatei: 1269940562
- International Standard Name Identifier: 0000 0004 6572 6144
- Library of Congress Control Number: no2020033229
- MusicBrainz: 5df62a88-cac9-490a-b62c-c7c88f4020f4
- Virtual International Authority File: 9505158369781901460000
- WorldCat: E39PBJwHhpYRfTHJtTddy3VBfq